# Барт Смітс
Барт Смітс (англ. Bart Smits; *17 травня 1972, Осс, Нідерланди) — голландський вокаліст в хеві-метал гуртах. Він був одним з засновників гурту The Gathering.
Вокал Смітса звучить на першому студійному альбомі «Always…», записаному у 1992 році. Наступного року він покинув The Gathering, приєднавшись до гурту Wish. Після трьох альбомів, та чотирьох EP, гурт розпався у 2003 році.

## Дискографія

### The Gathering
- An Imaginary Symphony — Демо, 1990
- Moonlight Archer — Демо, 1991
- Always… 1992

### Wish
- Monochrome (1995)
- Jane Doe — EP (1996)
- Eve of Self-Destruction — EP (1997)
- www.wish-2013.nl — EP (1999)
- Ground Zero Heaven — EP (2000)
- Strangest Places (2000)
- Single (2003)